# 長崎市立横尾中学校
長崎市立横尾中学校（ながさきしりつ よこおちゅうがっこう、Nagasaki City Yokoo Junior High School）は、長崎県長崎市横尾五丁目にある公立中学校。略称「横尾中」（よこおちゅう）。

## 概要
歴史
横尾団地の開発で、滑石・横尾地区の人口が急激に増加したことより、1980年（昭和55年）に新設された。2010年（平成22年）に創立30周年を迎えた。
校訓
「自立」
校歌
作詞は福田清人、作曲は吉田庄平による。歌詞は3番まであり、各番に校名の「横尾中学校」が登場する。
校区
長崎市立横尾小学校校区すべて、長崎市立北陽小学校校区一部

## 沿革
- 1980年（昭和55年）
  - 4月1日 - 「長崎市横尾中学校」（現校名）が開校。
  - 4月7日 - 開校式・入学式を挙行。長崎市立滑石中学校から横尾小学校区すべてと北陽小学校区一部の生徒を移す。新入生を含め、565名でのスタート。
- 1981年（昭和56年）
  - 1月19日 - 校歌の作詞が完成。
  - 2月28日 - 運動場の東北側土手に「みんなの森」造成事業植樹を実施。
  - 3月16日 - 体育館が完成。　　
  - 3月30日 - 第二期工事（普通教室4・特別教室3）が完了。
  - 6月3日 - 校歌の作曲が完成。
  - 7月13日 - 校旗を制定。
  - 9月30日 - プールが完成。
- 1983年（昭和58年）3月15日 - 噴水「希望の泉」が完成。
- 1984年（昭和59年）
  - 2月24日 - 第三期工事（普通教室4）が完了。
  - 4月 - 生徒数が最大の786名となる（ピーク）。
- 1986年（昭和61年）3月15日 - 自立の森・藤棚が完成。
- 1990年（平成2年）3月15日 - 体育館・図書館を増築。
- 1994年（平成6年）3月28日 - 柔剣道場・コンピューター室・野球バックネット・玄関前インターロッキング舗装が完成。
- 2001年（平成13年）1月10日 - 完全給食を開始（試行）。
- 2002年（平成14年）4月22日 - 完全給食を開始。
- 2019年（令和元年）-長崎原爆犠牲者慰霊平和祈念式典で本校生徒が献水を担当。

## 部活動
運動部
- バスケットボール部
- 陸上部
- 卓球部
- ソフトテニス部
- 剣道部
- 野球部
- サッカー部
- ソフトボール部
- バレーボール部

文化部
- ブラスバンド部

## 制服
- 男子　
  - 冬服は標準的な学生服上下である。
  - 夏服はカッターシャツ、スラックスである。
- 女子　
  - 冬服はブレザー、カッターシャツ、リボン、吊りスカートである。
  - 夏服はカッターシャツ、リボン、吊りスカートである。

## アクセス
最寄りの鉄道駅
- JR九州 長崎本線 「道ノ尾駅」

最寄りのバス停
- 長崎バス「横尾中学校口」

## 周辺
- 長崎市立横尾小学校

## 関連事項
- 長崎県中学校一覧